# Nemacheilus saravacensis
Nemacheilus saravacensis är en fiskart som beskrevs av Boulenger, 1894. Nemacheilus saravacensis ingår i släktet Nemacheilus och familjen grönlingsfiskar. Inga underarter finns listade i Catalogue of Life.